# Claudia Fonseca
Claudia Fonseca (Boston, 1947), como é conhecida Claudia Lee Williams Fonseca, é uma antropóloga radicada no Brasil. Professora titular da Universidade Federal do Rio Grande do Sul e pesquisadora destacada por seus trabalhos etnográficos sobre grupos populares, família, parentesco, adoção e gênero, além de suas contribuições às áreas de antropologia do direito e antropologia da ciência e tecnologia.

## Vida
Claudia Fonseca nasceu em Boston, no Massachusetts, Estados Unidos. Seu pai era militar da marinha e, por conta disso, Claudia e sua família moraram na Inglaterra, na Alemanha e no Marrocos. Mudou-se para a Califórnia aos oito anos de idade, após o falecimento de seu pai, e posteriormente para o Kansas, onde passou a adolescência.

Estudou na Universidade do Kansas, onde concluiu sua graduação em Letras, em 1967, e o mestrado em Estudos Orientais, dois anos depois. Ainda na graduação realizou suas primeiras experiências de pesquisa de campo, na Micronésia e em Taiwan. Segundo comentário de Fonseca em seu livro Família, fofoca e honra, suas
[...] primeiras experiências como antropóloga foram em sociedades tribais, na Oceania e na África. Aprendi o ofício fazendo diários de campo à luz de um lampião de querosene. Embora aprecie trabalhos antropológicos que prescindem desses métodos sem deixar de contribuir grandemente para a disciplina, tive meu próprio modo de fazer ciência e a minha própria identidade profissional definitivamente marcados por Malinowski, Evans-Pritchard e companhia. Por tudo isso, atrás das narrativas desse volume, há uma fé no trabalho de campo – longas horas, aparentemente “jogando tempo fora!” na observação de cidadãos comuns em suas rotinas banais.
Seu primeiro doutorado foi defendido em Sociologia, na Escola de Altos Estudos em Ciências Sociais (1981), em Paris, sob a orientação de Henri Desroche. Cerca de uma década depois, em 1993, defendeu seu segundo doutorado, também na França, com uma tese apresentada à Universidade de Paris X - Nanterre, na área de Etnologia, sob a orientação de Colette Pétonnet, intitulada Crime, corps, drame et humour: famille et quotidien dans la culture populaire au Brésil.
Claudia é casada com o jornalista brasileiro José Secundino da Fonseca, com quem teve dois filhos, Ethon e Pedro.

## Realizações
Desde 1978, é docente e pesquisadora da Universidade Federal do Rio Grande do Sul, onde coordena o Núcleo de Antropologia e Cidadania. Claudia Fonseca tem uma vasta obra produzida nos campos temáticos diversos - como cultura popular, infância, gênero, violência, educação, família, parentesco, direitos humanos, cidadania e ciência. Seu livro, Caminhos da adoção, tornou-se referência para os estudos sobre esta temática. Nele, a autora trata da “circulação de crianças”, categoria usada pela antropóloga para discorrer sobre relações familiares e cuidado com crianças, questões relacionadas ao direito e a gênero. Com o desenvolvimento de exames de DNA, ela começou a se interessar por seu impacto no que diz respeito à paternidade, levando-a a discutir o lugar da ciência em sociedades modernas.
Em homenagem à antropóloga, em 2017 foi publicada a coletânea Etnografia, o espírito da antropologia - tecendo linhagens: homenagem a Claudia Fonseca. Organizado por Jurema Brites e Flávia de Mattos Motta, a obra reúne trabalhos realizados sob a orientação de Fonseca, que foi responsável pela formação de dezenas de pesquisadores. Em dezembro de 2021, Claudia Fonseca foi eleita membro titular da Academia Brasileira de Ciências, tomando posse em 2022.

## Prêmios
- Medalha Roquette Pinto de Contribuição à Antropologia Brasileira, Associação Brasileira de Antropologia - ABA, 2010[9]
- Finalista de 57º Prêmio Jabuti de melhor livro na categoria "Engenharias, Tecnologias, Informática", com a obra Parentesco, Tecnologia e Lei na Era do Dna. 2015[10]
- Prêmio ANPOCS de Excelência Acadêmica 2020 - Antropologia, 2020[11][12]

## Escritos

### Livros
- Parentesco, tecnologia e lei na era do DNA. Rio de Janeiro: Eduerj, 2014. 187p . ISBN 978-85-7511-335-6
- Caminhos da adoção. 2ª ed. São Paulo: Cortez, 2002. 152p . ISBN 978-8524905841
- Família, fofoca e honra: a etnografia de violência e relações de gênero em grupos populares. Porto Alegre: Editora da UFRGS, 2000. ISBN 978-8570255143
- Caminos del Adopción. Buenos Aires: Editora del Universidad de Buenos Aires, 1998. 120p .
- Programas de Capacitação Legal. Porto Alegre: Themis: Assessoria Jurídica da Mulher, 1998. 60p.[13]
- Nos caminhos da adoção. 1ª ed. São Paulo: Cortez, 1995.
- Fronteiras da cultura. Porto Alegre: UFRGS, 1993. 231p. ISBN 9788570252906

### Coletâneas organizadas
- Pesquisas sobre família e infância no mundo contemporâneo. Porto Alegre: Sulina, 2018. (org. com Chantal Medaets e Fernanda Ribeiro). ISBN 978-8520508275
- Promessas e incertezas da ciência:  Perspectivas antropológicas sobre saúde, cuidado e controle. Porto Alegre: Sulina, 2017. 255p . (org. com Denise Jardim) ISBN 978-8520507865
- Antropologia e Direitos Humanos 6. Rio de Janeiro: Mórula/ABA, 2016. 310p (org. com Parry Scott, Ana Lucia Schritzmeyer, Patrice Schuch, Eliane o´Ddwyer e Sérgio Carrara) ISBN  978-85-65679-36-7
- Antropologia da ciência: desafios etnográficos e dobras reflexivas. Porto Alegre: Sulina, 2016. 310p (org. com Fabíola Rohden, Sandrine Machado, Heloisa Paim). ISBN 978-85-205-0750-6
- Ciência, Medicina e Pericia nas Tecnologias de Governo. Porto Alegre: CEGOV/Editora da UFRGS, 2016. 171p. (org. com G. Maricato, L. Besem L. Duarte) ISBN 9788538603290
- Ciência, identificação e tecnologias de governo. Porto Alegre: Editora da UFRGS, 2015. v. 1. 234p. ISBN 9788538602729
- El principio del 'interés superior' de la niñez tras dos décadas de prácticas: perspectivas comparativas. 2012. (org. com Ana Uziel e D, Marre)
- Ciências na vida: Antropologia da ciência em perspectiva. São Paulo: Terceiro Nome,  2012. 307p . (org. com F. Rohden e P.S. Machado) ISBN 9788578160982
- Políticas de proteção à infância: um olhar antropológico. Porto Alegre: Editora da UFRG, 2009. 225p. (org. com Patrice Schuch) ISBN  9788538600435                                   ‎
- Antropólogos em Ação: Experimentos de Pesquisa em Direitos Humanos. Porto Alegre: Editora da UFRGS, 2007. (org. com Soraya Fleischer e Patrice Schuch) ISBN 9788570259677
- Etnografias da Participação. Santa Cruz do Sul: Editora da UNISC, 2006. 378p. (org. com Jurema Brites) ISBN 9788575781272
- Antropologia, diversidade e direitos humanos: diálogos interdisciplinares. Porto Alegre: Editora da  UFRGS, 2004. (org. com V. Terto) ISBN 9788570257574